# المطحن (السدة)

تعديل مصدري - تعديل

المطحن محلة تابعة لقرية نقيل البياض، التابعة لعزلة الاعماس بمديرية السدة إحدى مديريات محافظة إب في الجمهورية اليمنية.، بلغ تعداد سكانها 29 حسب تعداد اليمن لعام 2004.